# 雁峰区
雁峰区（がんほう-く）は中華人民共和国湖南省衡陽市に位置する市轄区。

## 行政区画
- 街道：雁峰街道、先鋒街道、天馬山街道、黄茶嶺街道、白沙洲街道、金竜坪街道
- 鎮：岳屏鎮
- 白沙洲工業園